# نقطة التحكم الحرجة

سلامة الغذاء

نقطة التحكم الحرجة (CCP) تعد النقطة التي يؤدي الخلل فيها إلى فشل في الإجراءات الموحدة للتشغيل (SOP) فينتج عنها الإضرار بالعملاء والشركات، أو حتى تصل إلى خسارة النشاط التجاري نفسه. فإنها النقطة أو الخطوة، أو الإجراء التي عندها يمكن ضبطها ومنع مخاطر السلامة الغذائية أو إزالتها أو تخفيضها إلى مستويات مقبولة (حرجة). فيعد الطهي نقطة التحكم الحرجة (CCP) الأكثر شيوعًا حيث يحدد مديرو سلامة الغذاء الحد الأقصى.علاوة على ذلك، يعد التعرف على نقطة التحكم الحرجة (CCP) أيضًا خطوة مهمة في موثوقية التحليل والمخاطر لعمليات معالجة المياه.

## الطعام في الطهي
في الولايات المتحدة، تحدد إدارة الغذاء والدواء (FDA) حدًا أدنى لدرجات الحرارة الداخلية فيما يتعلق بالأطعمة المطبوخة. فيجب أن نذكر أن يمكن إحلال متطلبات القوانين الصحة الخاصة بالدولة أو المحلية بدلًا من هذه القيم ولكنها لا يمكن أن تكون أقل من الحد الأدنى الذي وضعته إدارة الأغذية والدواء. فيجب قياس درجات الحرارة باستخدام مقياس حرارة في الجزء الأكثر سمكًا من اللحوم، أو في وسط الأطباق الأخرى مع تجنب العظام وجانبي الحافظة أو العلبة. يتم تعيين درجات الحرارة الداخلية الدنيا على النحو التالي:

### 165 درجة فهرنهايت (74 درجة مئوية) لمدة 15 ثانية
- الدواجن (مثل الدجاجة الكاملة أو الدجاج المفروم أو الديك الرومي أو البط).
- اللحوم المحشوة والأسماك والدواجن والمعكرونة.
- أي أطعمة مطبوخة مسبقًا يعاد تسخينها من درجة حرارة أقل من 135 درجة فهرنهايت (57 مئوية) ، بشرط أن تكون مبردة أو دافئة أقل من ساعتين.
- أي أطعمة محتملة الخطورة يتم طهيها في الميكروويف، مثل الدواجن أو اللحوم أو الأسماك أو البيض.

### 155 درجة فهرنهايت (68 درجة مئوية) لمدة 15 ثانية
- اللحوم المفرومة (مثل لحم البقر أو لحم الخنزير).

### اللحوم المحقونة (مثل المشويات التي يتم حقنها بالنكهات أو لحم الخنزير المملح).
- الأسماك المفرومة أو المقطعة إلى قطع صغيرة.
- البيض الذي لن يتم استهلاكه قبل فترة طويلة.

### 145 درجة فهرنهايت (63 درجة مئوية) لمدة 15 ثانية
- شرائح اللحم والقطع مثل لحم البقر ولحم الخنزير ولحم العجل ولحم الضأن
- سمك.
- البيض المُعَد للخدمة الفورية.

### 145 درجة فهرنهايت (63 درجة مئوية) لمدة 4 دقائق
- المشويات (يمكن طهيها إلى درجات حرارة منخفضة ويمكن زيادة طول الوقت).

### 135 درجة فهرنهايت (57 درجة مئوية) لمدة 15 ثانية
- الفواكه المطبوخة أو الخضار التي سيتم الاحتفاظ بها لفترة طويلة قبل تناولها.
- أي أطعمة جاهزة وسريعة ومُعِدة للأغراض التجارية  والتي سيتم الاحتفاظ بها لمدة طويلة قبل تناولها.

بالإضافة إلى ذلك، يجب أن يُحفظ الطعام الساخن في درجة حرارة لا تقل عن 135 درجة فهرنهايت (57 درجة مئوية) إذا لم يتم استهلاكها على الفور. يجب أن يتم التحقق من درجة الحرارة كل 4 ساعات أو تحديد وقت مرتجع. وعلى الرغم من أن الأطعمة الساخنة التي يتم رصدها يمكن أن تُحْفَظ لأجل غير مسمى بهذه الطريقة دون قلق على سلامة الغذاء، إلا أن القيمة الغذائية والنكهة والجودة يمكن أن تتأثر على مدى فترات طويلة.

## الفواكه والخضروات الطازجة
تكون الفواكه والخضروات عُرضةَ للتلوث الميكروبيولوجي، كما هو الحال مع بكتيريا الإشريكية القولونية، السالمونيلا  وليستيريا مونوسيتوجينس ربما بسبب سوء التعامل مع مرحلة ما بعد الحصاد. هناك العديد من الطرق والبروتوكولات التي تكون قادرة على تقليل أو حتى القضاء على مسببات الأمراض وتشمل هذه
- الحصاد السليم والمناولة التالية للحصاد[1][2][3]
- تعطيل الميكروبات عن تعريض المحاصيل للإشعاع [4]
- تعقيم الفواكه والخضروات باستخدام المواد الكيميائية الغذائية[5][6]